# Оттерфінг
Оттерфінг (нім. Otterfing) — громада в Німеччині, знаходиться в землі Баварія. Підпорядковується адміністративному округу Верхня Баварія. Входить до складу району Місбах.
Площа — 18,40 км2. Населення становить 4825 ос. (станом на 31 грудня 2020).